# Myrmarachne dubia
Myrmarachne dubia là một loài nhện trong họ Salticidae.
Loài này thuộc chi Myrmarachne. Myrmarachne dubia được Elizabeth Maria Gifford Peckham & George William Peckham miêu tả năm 1892.